# Menelau

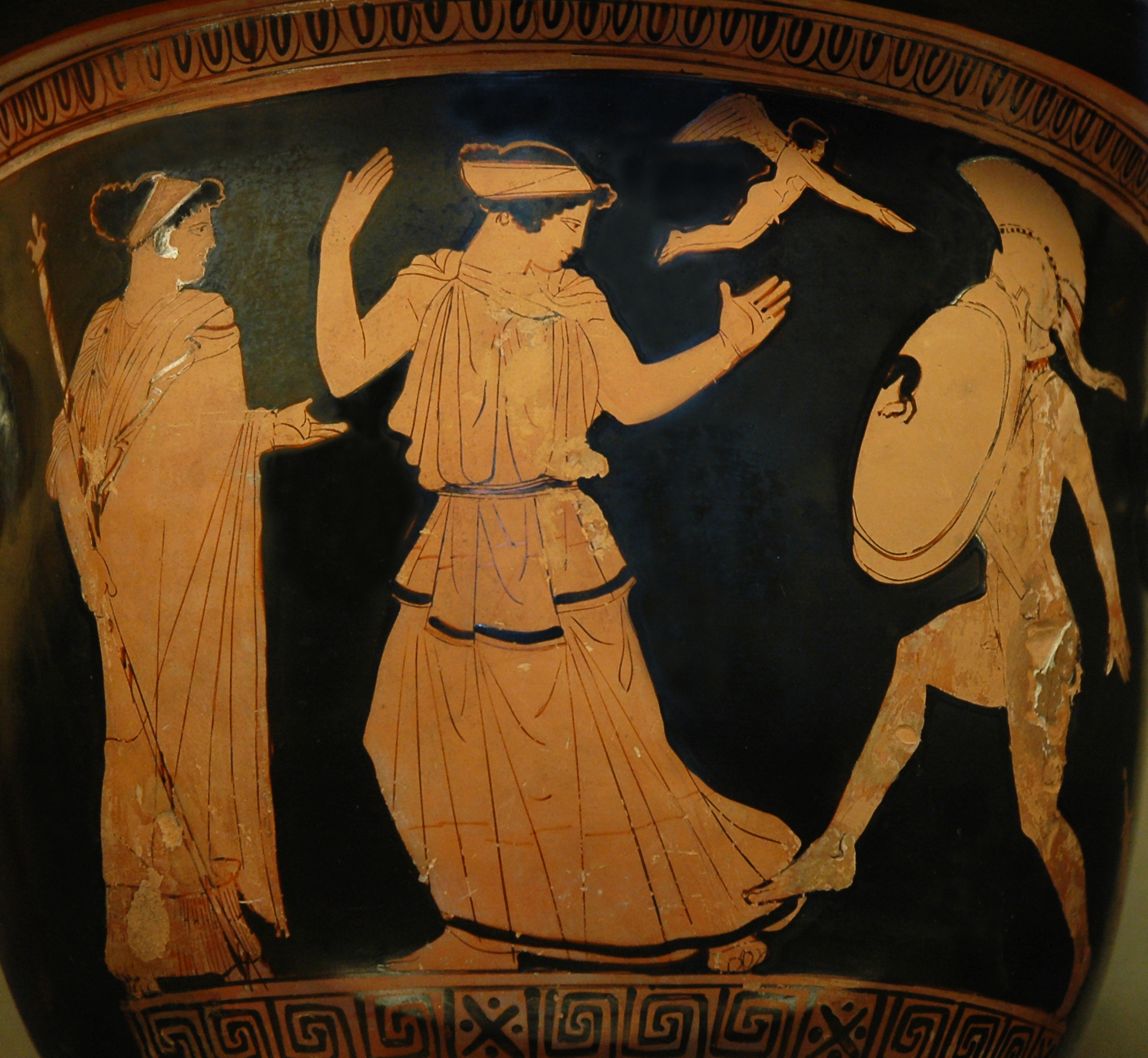
Menelau o regăsește pe Elena
(Muzeul Luvru)

Menelau sau Menelaos (greaca veche: Μενέλαος, Μενέλεως sau Μενέλας) a fost fiul lui Atreu - regele cetății Micene - și al Aeropei și fratele lui Agamemnon.

## Mitologie

### Ascensiunea la tron
Regele Atreu al Micenei i-a trimis pe fii săi, Menelau și Agamemnon, să îl aducă pe fratele său trădător Tieste în Micene, ca să fie ucis. Dar Atreu a fost asasinat de către fiul lui Tieste, Egist, care l-a pus pe tatăl său pe tronul Micenei. Atunci cei doi fii ai lui Atreu au fugit la Tyndareos, regele Spartei, care le-a oferit adăpost și pe fiica sa Clitemnestra lui Agamemnon.
Când a venit vremea măritatului Elenei, fiica regelui Spartei, la Tyndareos au venit mulți eroi să îi pețească fata. Printre ei erau Odiseu, Menestheus, Aiax din Salamina, Patrocle și Idomeneu, dar Tyndareos și-a dat fata lui Menelau. Acesta, ca să nu-și atragă ura celorlalți pețitori, le-a cerut ca să facă un jurământ ca în caz că el este atacat sau este la ananghie, ceilalți să-i vină în ajutor. De asemenea pețitorii trebuiau să nu-l atace pe Menelau. După moartea lui Tyndareos, Menelau a devenit rege al Spartei, iar Agamemnon și-a recăpătat tronul din Micene.

### Războiul troian
După ce soția sa a fost răpită de Paris, fiul regelui Priam al Troiei, Menelau pornește războiul împotriva Troiei. Este ajutat de fratele său Agamemnon (care devine comandantul suprem al armatei grecești), de foștii pețitori ai Elenei și de regi care pur și simplu voiau să facă mari fapte de arme.
În timpul luptelor, Menelau este protejat de zeița Pallas Atena. În Iliada, el îl cheamă la luptă în doi pe Paris, răpitorul soției sale. Paris a scăpat doar cu ajutorul Afroditei, care îl duse pe ascuns în Troia. În zadar îl căuta Menelau printre soldații troieni. Când lupta începe, Menelau este lovit de săgeata lui Pandaros și este dus în spatele liniilor, la medicul Mahaon.
La sfârșitul războiului, Menelau intră împreună cu Ulise și alți eroi în calul de lemn și apoi în Troia. Menelau l-a ucis pe Deifobos - fratele lui Paris care după moartea acestuia devenise soțul Elenei - și ar fi ucis-o chiar și pe Elena, dacă nu l-ar fi oprit Agamemnon. Menelau împreună cu Elena plecară împreună acasă.

### Întoarcerea lui Menelau în patrie
Tot Homer spune că în călătoria sa către casă, Menelau împreună cu oamenii săi au fost duși de o furtună pe țărmurile Cretei și apoi în Egipt. Aici, spartanii, ajutați de către fiica zeului-profet al mărilor Proteus - Idoteea -, ajunseră la acesta și după ce-l învinseră în luptă, el trebui să le destăinuie viitorul. După acesta, Menelau se întoarse acasă unde trăi fericit împreună cu Elena. Telemah, fiul lui Ulise, în căutarea tatălui său, ajunse la Sparta unde vorbi cu Menelau despre tatăl său. Acesta spuse că Proteus zisese că Ulise este captiv pe insula Ogygia (azi Gozo, arhipelagul Malta), la nimfa Calypso.
După moartea lui Menelau, el este dus de către zei pe Câmpiile Elizee, iar după moartea Elenei, ea i se alătură. Fiul nelegim al acestuia, Megapenthes, ajunse rege al Spartei și o trimise pe Elena în exil, probabil pe insula Rhodos.

## Alte legende
După alte surse, Menelau pare a fi fiul lui Pleisthenes (fiul lui Atreu) și al Aeropei, sau al lui Pleisthenes și al Cleollei, fiica lui Dias. Astfel Menelau ar fi nepotul lui Atreu, ci nu fiul (dar sunt puține surse care indică acest lucru).